# 2014년 FIFA 월드컵 F조
2014년 FIFA 월드컵 F조는 아르헨티나, 보스니아 헤르체고비나, 이란, 그리고 나이지리아로 구성되었다. F조 일정은 2014년 6월 15일에 시작해 6월 25일에 종료되었다.
아르헨티나는 겉으로 보기에는 3전 전승을 기록했으나 막상 경기 내용은 별로 좋지 않아 전 경기를 1점차 승리로 점철했다.

## 참가국
| 편성 기호 | 국가                  | 소속 연맹 | 본선 진출 경로          | 본선 진출 확정일 | 본선 진출 횟수 | 최근 출전 대회 | 역대 최고 성적                     | FIFA 랭킹   | FIFA 랭킹  |
| 편성 기호 | 국가                  | 소속 연맹 | 본선 진출 경로          | 본선 진출 확정일 | 본선 진출 횟수 | 최근 출전 대회 | 역대 최고 성적                     | 2013년 10월 | 2014년 6월 |
| --------- | --------------------- | --------- | ----------------------- | ---------------- | -------------- | -------------- | ---------------------------------- | ----------- | ---------- |
| F1 (머리) | 아르헨티나            | CONMEBOL  | 남아메리카 예선 1위     | 2013년 9월 10일  | 16회           | 2010년         | 우승 (1978년, 1986년)              | 3위         | 5위        |
| F2        | 보스니아 헤르체고비나 | UEFA      | 유럽 예선 G조 1위       | 2013년 10월 15일 | 1회            | 없음           | 첫 출전                            | 16위        | 21위       |
| F3        | 이란                  | AFC       | 아시아 4차 예선 A조 1위 | 2013년 6월 18일  | 4회            | 2006년         | 조별 리그 (1978년, 1998년, 2006년) | 49위        | 43위       |
| F4        | 나이지리아            | CAF       | 아프리카 3차 예선 승리  | 2013년 11월 16일 | 5회            | 2010년         | 16강 (1994년, 1998년)              | 33위        | 44위       |

참고
1. ↑  2013년 10월 랭킹은 본선 조편성에 반영되었다.

## 순위
| 조별 리그 범례 | 조별 리그 범례                    |
| -------------- | --------------------------------- |
|                | 조 1위와 2위가 16강전에 진출한다. |
|                | 조별 리그 탈락.                   |

| 팀                    | 경기 | 승 | 무 | 패 | 득 | 실 | 차 | 점 |
| --------------------- | ---- | -- | -- | -- | -- | -- | -- | -- |
| 아르헨티나            | 3    | 3  | 0  | 0  | 6  | 3  | +3 | 9  |
| 나이지리아            | 3    | 1  | 1  | 1  | 3  | 3  | 0  | 4  |
| 보스니아 헤르체고비나 | 3    | 1  | 0  | 2  | 4  | 4  | 0  | 3  |
| 이란                  | 3    | 0  | 1  | 2  | 1  | 4  | −3 | 1  |

출처: FIFA 보관됨 2019-06-11 - 웨이백 머신 

다음 라운드 진출 규정: 순위 규정

- 아르헨티나는 16강에서 스위스 (E조 2위)를 상대한다.
- 나이지리아는 16강에서 프랑스 (E조 1위)를 상대한다.

## 경기

### 아르헨티나 vs 보스니아 헤르체고비나

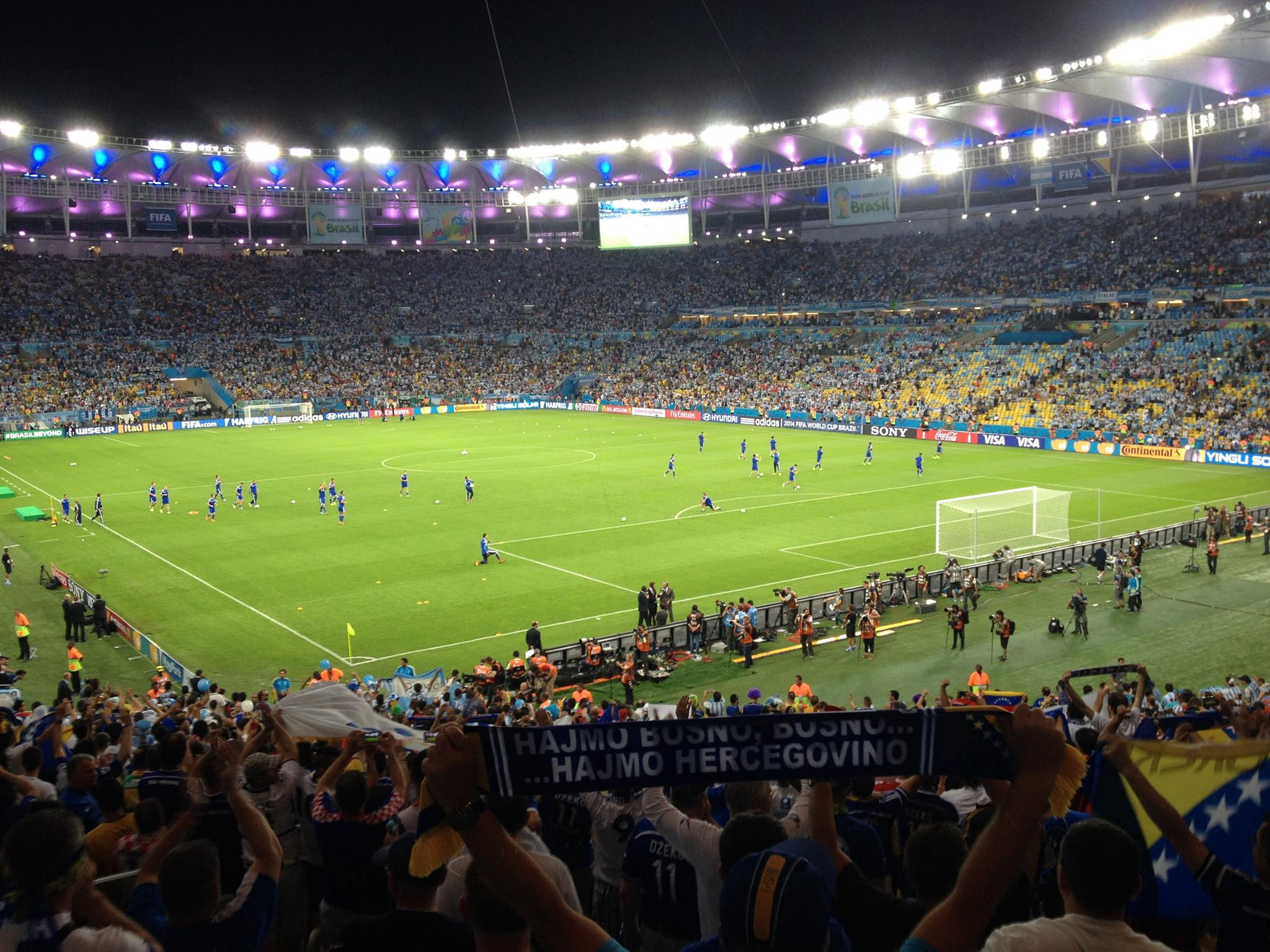
경기를 앞두고 몸을 푸는 보스니아 헤르체고비나 선수들

양국은 두 차례의 친선경기를 치른 전적이 있으며, 가장 최근에 한 경기는 2013년에 열렸고, 아르헨티나가 2-0으로 이겼다.
보스니아 헤르체고비나는 FIFA 월드컵 데뷔전 시작 3분만에 실점을 기록했는데, 리오넬 메시의 좌측 프리킥이 마르코스 로호에 굴절된 뒤 세아드 콜라시나츠를 맞고 골망으로 들어가 자책골이 되었다. 후반전에는 메시가 교체로 들어간 곤살로 이과인과 협력해 2대1로 상대하였고, 페널티 구역 가장자리에서 왼발로 우측 하단 구석을 노려 득점을 기록했다. 정규 시간을 5분 남겨놓고 보스니아 헤르체고비나가 세나드 룰리치의 패스를 교체 요원 베다드 이비셰비치에게 배급해 골키퍼 아래를 향해 왼발로 조국의 첫 FIFA 월드컵 골에 공헌함으로써 한 골을 만회했다.
콜라시나츠가 경기 시작 2분 9초만에 기록한 자책골은 FIFA 월드컵 역사상 최단 시간 자책골로, 종전에 2006년 FIFA 월드컵의 파라과이 수비수 카를로스 가마라가 잉글랜드와의 조별 리그 1차전에서 기록한 (2분 46초) 자책골 기록을 갈아치웠다.
| 아르헨티나                        | 2 – 1  | 보스니아 헤르체고비나 |
| --------------------------------- | ------ | --------------------- |
| 콜라시나츠 3′ (자책골) · 메시 65′ | 리포트 | 85′ 이비셰비치        |

| 아르헨티나 | B & H |

| GK                | 1  | 세르히오 로메로     |     |     |
| CB                | 3  | 우고 캄파냐로       |     | 46′ |
| CB                | 17 | 페데리코 페르난데스 |     |     |
| CB                | 2  | 에세키엘 가라이     |     |     |
| RWB               | 4  | 파블로 사발레타     |     |     |
| LWB               | 16 | 마르코스 로호       | 25′ |     |
| RM                | 11 | 막시 로드리게스     |     | 46′ |
| CM                | 14 | 하비에르 마스체라노 |     |     |
| LM                | 7  | 앙헬 디 마리아      |     |     |
| CF                | 10 | 리오넬 메시 (주장)  |     |     |
| CF                | 20 | 세르히오 아궤로     |     | 87′ |
| 교체 선수:        |    |                     |     |     |
| FW                | 9  | 곤살로 이과인       |     | 46′ |
| MF                | 5  | 페르난도 가고       |     | 46′ |
| MF                | 6  | 루카스 비글리아     |     | 87′ |
| 감독:             |    |                     |     |     |
| 알레한드로 사벨라 |    |                     |     |     |

| GK            | 1  | 아스미르 베고비치      |     |     |
| RB            | 13 | 멘수르 무이자          |     | 69′ |
| CB            | 3  | 에르민 비착치치        |     |     |
| CB            | 4  | 에미르 스파히치 (주장) | 63′ |     |
| LB            | 5  | 세아드 콜라시나츠      |     |     |
| DM            | 7  | 무하메드 베시치        |     |     |
| DM            | 20 | 이제트 하이로비치      |     | 71′ |
| RW            | 8  | 미랄렘 퍄니치          |     |     |
| AM            | 10 | 즈베즈단 미시모비치    |     | 74′ |
| LW            | 16 | 세나드 룰리치          |     |     |
| CF            | 11 | 에딘 제코              |     |     |
| 교체 선수:    |    |                        |     |     |
| FW            | 9  | 베다드 이비셰비치      |     | 69′ |
| MF            | 19 | 에딘 비슈차            |     | 71′ |
| MF            | 18 | 하리스 메두냐닌        |     | 74′ |
| 감독:         |    |                        |     |     |
| 사페트 수시치 |    |                        |     |     |

| 최우수 선수: 리오넬 메시 (아르헨티나) 부심: 후안 숨바 (엘살바도르) 윌리암 토레스 (엘살바도르) 대기심: 자멜 아이무디 (알제리) 후보 대기심: 압델하크 에치알리 (알제리) |

### 이란 vs 나이지리아

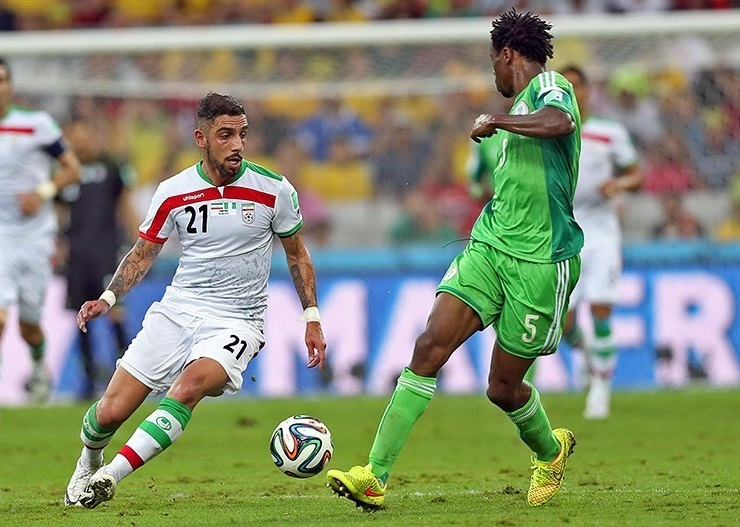
공을 경합하는 아슈칸 데자가와 에페 암브로스

양국은 1998년 구정컵에서 만난 적이 있는데, 1-0으로 나이지리아가 이겼었다.
득점 없이 끝났으며, 득점 기회도 적게 나온 경기에서, 이란의 레자 구차네자드의 슛은 전반에 빈센트 에니에아마가 막아냈고, 나이지리아의 교체 요원 숄라 아메오비가 후반에 머리로 가한 공은 넓게 빗나갔다.
이 경기는 대회 첫 무득점 경기이자, 앞서 12경기에서 승패가 가려진 가운데 처음으로 무승부 경기가 나왔고, 첫 무승부까지 나오는데 걸린 시간은 대회 기간 전체를 통틀어 무승부가 하나도 나오지 않은 1930년 대회 이래 최장 기간이었다. 이 경기는 이란이 FIFA 월드컵 역사상 처음으로 치른 무실점 경기이기도 했다.
| 이란 | 0 – 0  | 나이지리아 |
| ---- | ------ | ---------- |
|      | 리포트 |            |

| 이란 | 나이지리아 |

| GK                | 12 | 알리레자 하기기       |     |     |
| RB                | 4  | 잘랄 호세이니         |     |     |
| CB                | 5  | 아미르 호세인 사데기  |     |     |
| CB                | 15 | 페즈만 몬타제리       |     |     |
| LB                | 23 | 메흐르다드 풀라디     |     |     |
| CM                | 2  | 호스로 헤이다리       |     | 89′ |
| CM                | 14 | 안드라니크 테이무리안 | 75′ |     |
| AM                | 6  | 자바드 네쿠남 (주장)  |     |     |
| RF                | 21 | 아슈칸 데자가         |     | 73′ |
| CF                | 16 | 레자 구차네자드       |     |     |
| LF                | 3  | 에흐산 하지사피       |     |     |
| 교체 선수:        |    |                       |     |     |
| FW                | 9  | 알리레자 자한바흐슈   |     | 73′ |
| MF                | 7  | 마수드 쇼자에이       |     | 89′ |
| 감독:             |    |                       |     |     |
| 카를루스 케이로스 |    |                       |     |     |

| GK          | 1  | 빈센트 에니에아마 (주장) |  |     |
| RB          | 5  | 에페 암브로스            |  |     |
| CB          | 13 | 주본 오사니와            |  |     |
| CB          | 14 | 고드프리 오보아보나      |  | 29′ |
| LB          | 22 | 케네스 오메루오          |  |     |
| CM          | 17 | 오게니 오나지            |  |     |
| CM          | 15 | 레이먼 아지즈            |  | 69′ |
| CM          | 10 | 존 오비 미켈             |  |     |
| RW          | 11 | 빅터 모지스              |  | 52′ |
| LW          | 7  | 아흐메드 무사            |  |     |
| CF          | 9  | 이매뉴얼 에메니케        |  |     |
| 교체 선수:  |    |                          |  |     |
| DF          | 2  | 조지프 요보              |  | 29′ |
| FW          | 23 | 숄라 아메오비            |  | 52′ |
| FW          | 8  | 피터 오뎀윙기에          |  | 69′ |
| 감독:       |    |                          |  |     |
| 스티븐 케시 |    |                          |  |     |

| 최우수 선수: 존 오비 미켈 (나이지리아) 부심: 크리스티안 레스카노 (에콰도르) 비론 로메로 (에콰도르) 대기심: 윌마르 롤단 (콜롬비아) 후보 대기심: 움베르토 클라비호 (콜롬비아) |

### 아르헨티나 vs 이란

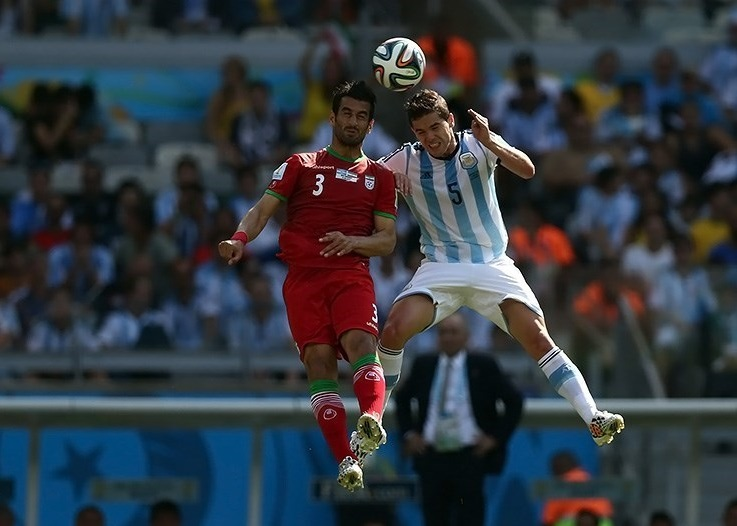
공중에 뜬 공을 경합하는 에흐산 하지사피와 페르난도 가고

양국은 1977년에 한 차례의 친선전에서 만났는데, 아르헨티나가 1-1로 비긴 후 승부차기에서 이겼다.
아르헨티나는 이 경기에서 점유율과 슛 부문에서 경기를 지배하였지만, 추가 시간에 이 경기의 유일한 골이자 결승골이 오른쪽 측면에서 에세키엘 라베시가 준 공을 리오넬 메시가 안쪽으로 끌고 가 왼발로 양팔을 뻗은 이란의 알리레자 하기기를 제치면서 터졌다. 이란은 이 골이 터지기 전에 득점 기회를 잡았는데, 세르히오 로메로는 아슈칸 데자가의 헤딩과 레자 구차네자드의 슛을 막았었고, 데자가는 아르헨티나의 파블로 사발레타의 태클에 페널티 구역에 넘어졌을 때 페널티킥을 주장했지만, 당시 공은 팔가락에 간신히 닿는 정도였다. 이 경기에서 이긴 아르헨티나는 최소 결선 토너먼트 진출 자격을 획득하였다.
| 아르헨티나 | 1 – 0  | 이란 |
| ---------- | ------ | ---- |
| 메시 90+1′ | 리포트 |      |

| 아르헨티나 | 이란 |

| GK                | 1  | 세르히오 로메로     |  |       |
| RB                | 4  | 파블로 사발레타     |  |       |
| CB                | 17 | 페데리코 페르난데스 |  |       |
| CB                | 2  | 에세키엘 가라이     |  |       |
| LB                | 16 | 마르코스 로호       |  |       |
| CM                | 5  | 페르난도 가고       |  |       |
| CM                | 14 | 하비에르 마스체라노 |  |       |
| CM                | 7  | 앙헬 디 마리아      |  | 90+4′ |
| RF                | 10 | 리오넬 메시 (주장)  |  |       |
| CF                | 9  | 곤살로 이과인       |  | 76′   |
| LF                | 20 | 세르히오 아궤로     |  | 76′   |
| 교체 선수:        |    |                     |  |       |
| FW                | 18 | 로드리고 팔라시오   |  | 76′   |
| FW                | 22 | 에세키엘 라베시     |  | 76′   |
| MF                | 6  | 루카스 비글리아     |  | 90+4′ |
| 감독:             |    |                     |  |       |
| 알레한드로 사벨라 |    |                     |  |       |

| GK                | 12 | 알리레자 하기기       |     |     |
| RB                | 4  | 잘랄 호세이니         |     |     |
| CB                | 5  | 아미르 호세인 사데기  |     |     |
| CB                | 15 | 페즈만 몬타제리       |     |     |
| LB                | 23 | 메흐르다드 풀라디     |     |     |
| DM                | 14 | 안드라니크 테이무리안 |     |     |
| DM                | 6  | 자바드 네쿠남 (주장)  | 53′ |     |
| RM                | 21 | 아슈칸 데자가         |     | 85′ |
| CM                | 7  | 마수드 쇼자에이       | 73′ | 76′ |
| LM                | 3  | 에흐산 하지사피       |     | 88′ |
| CF                | 16 | 레자 구차네자드       |     |     |
| 교체 선수:        |    |                       |     |     |
| DF                | 2  | 호스로 헤이다리       |     | 76′ |
| MF                | 9  | 알리레자 자한바흐슈   |     | 85′ |
| MF                | 8  | 레자 하기기           |     | 88′ |
| 감독:             |    |                       |     |     |
| 카를루스 케이로스 |    |                       |     |     |

| 최우수 선수: 리오넬 메시 (아르헨티나) 부심: 밀로반 리스티치 (세르비아) 달리보르 주르제비치 (세르비아) 대기심: 노르베르 하우아타 (타히티) 후보 대기심: 아덴 마르와 (케냐) |

### 나이지리아 vs 보스니아 헤르체고비나

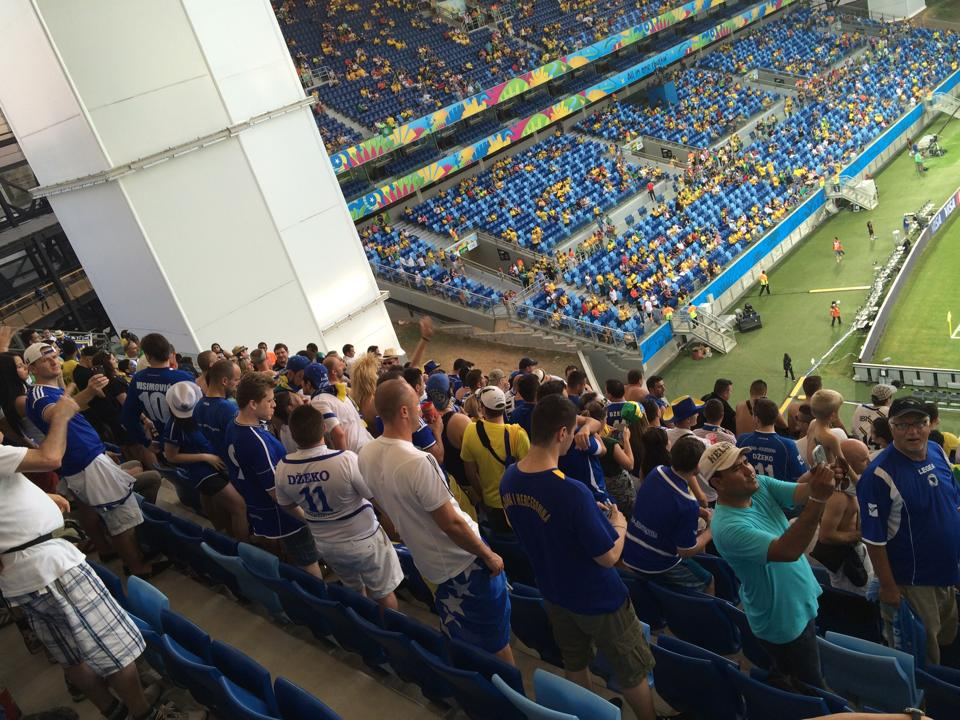
경기장 내의 보스니아 관중들

양국이 맞대결을 펼친 적은 없다.
보스니아 헤르체고비나는 에딘 제코가 골망을 갈랐을 때 선제골을 넣은 것으로 보였으나, 오프사이드로 판정되었고, 이는 다시보기를 통해 틀린 결정임을 증명했다. 오리어리 주심은 나중에 제코의 골을 취소한 것은 실수였다고 해명했다. 7분 후, 나이지리아는 이매뉴얼 에메니케가 에미르 스파히치를 제치고 피터 오뎀윙기에에게 공을 띄웠고, 그는 아스미르 베고비치 다리 사이로 선제골을 넣었다. 제코는 조국의 대회 잔류를 위해 동점골을 넣을 뻔 했지만, 그의 후반전 추가 시간 슛은 골대와 나이지리아 골키퍼 빈센트 에니에아마에 굴절되었다. 나이지리아는 점수차를 끝까지 지켜내 승리를 거두었고, 보스니아 헤르체고비나는 탈락했다.
| 나이지리아     | 1 – 0  | 보스니아 헤르체고비나 |
| -------------- | ------ | --------------------- |
| 오뎀윙기에 29′ | 리포트 |                       |

| 나이지리아 | B & H |

| GK          | 1  | 빈센트 에니에아마  |     |     |
| RB          | 5  | 에페 암브로스      |     |     |
| CB          | 2  | 조지프 요보 (주장) |     |     |
| CB          | 13 | 주본 오사니와      |     |     |
| LB          | 22 | 케네스 오메루오    |     |     |
| CM          | 17 | 오게니 오나지      |     |     |
| CM          | 10 | 존 오비 미켈       | 81′ |     |
| RW          | 7  | 아흐메드 무사      |     | 65′ |
| AM          | 8  | 피터 오뎀윙기에    |     |     |
| LW          | 18 | 마이클 바바툰데    |     | 75′ |
| CF          | 9  | 이매뉴얼 에메니케  |     |     |
| 교체 선수:  |    |                    |     |     |
| FW          | 23 | 숄라 아메오비      |     | 65′ |
| MF          | 3  | 에지크 우조에니    |     | 75′ |
|             |    |                    |     |     |
| 감독:       |    |                    |     |     |
| 스티븐 케시 |    |                    |     |     |

|               |    |                        |    |     |
|               |    |                        |    |     |
| GK            | 1  | 아스미르 베고비치      |    |     |
| RB            | 13 | 멘수르 무이자          |    |     |
| CB            | 15 | 토니 슈니치            |    |     |
| CB            | 4  | 에미르 스파히치 (주장) |    |     |
| LB            | 18 | 하리스 메두냐닌        | 6′ | 64′ |
| DM            | 8  | 미랄렘 퍄니치          |    |     |
| DM            | 7  | 무하메드 베시치        |    |     |
| RW            | 20 | 이제트 하이로비치      |    | 57′ |
| AM            | 10 | 즈베즈단 미시모비치    |    |     |
| LW            | 16 | 세나드 룰리치          |    | 58′ |
| CF            | 11 | 에딘 제코              |    |     |
| 교체 선수:    |    |                        |    |     |
| FW            | 9  | 베다드 이비셰비치      |    | 57′ |
| MF            | 23 | 세야드 살리호비치      |    | 58′ |
| MF            | 14 | 티노-스벤 수시치       |    | 64′ |
| 감독:         |    |                        |    |     |
| 사페트 수시치 |    |                        |    |     |

| 최우수 선수: 피터 오뎀윙기에 (나이지리아) 부심: 마크 룰 (뉴질랜드) 얀-헨드릭 힌츠 (뉴질랜드) 대기심: 로베르토 모레노 (파나마) 후보 대기심: 에릭 보리아 (미국) |

### 나이지리아 vs 아르헨티나
양국은 8번 맞대결을 펼쳤고, 이 중 FIFA 월드컵 조별 리그에서만 4번을 붙었고, 모두 아르헨티나가 이겼다. (1994년: 2-1; 2002년: 1-0; 2010년: 1-0; 2018년: 2-1)
경기 전까지 나이지리아는 대회에서 유일한 무실점국이었지만, 이들의 수비는 3분만에 앙헬 디 마리아가 골대를 맞춘 뒤 리오넬 메시가 튀어나온 공을 차 넣으면서 무너졌다. 같은 시간에 열린 경기에서 이란이 보스니아 헤르체고비나에 승리하지 못하거나 승점을 획득할 경우 결선 토너먼트에 진출할 수 있는 나이지리아는 1분만에 마이클 바바툰데가 아흐메드 무사에게 공을 배급해 준 후, 무사가 안으로 파고들어 공을 감아차 골망을 갈라 승부를 원점으로 돌렸다. 메시는 전반 추가 시간에 직접 프리킥으로 아르헨티나를 다시 앞서나가게 만들었으나, 후반이 시작된 지 얼마 지나지 않아 무사가 이매뉴얼 에메니케와 1대 2패스를 받아 또다시 동점을 만들어냈다. 아르헨티나는 조 1위를 차지하기 위해 승점 1점만 더 필요했지만, 에세키엘 라베시의 코너킥이 에세키엘 가라이의 머리에 굴절되어 마르코스 로호의 무릎을 거쳐 결승골이 되었다. 아르헨티나는 3경기를 치러 모두 승리하며 조 1위를 차지하였고, 나이지리아는 패했지만 보스니아 헤르체고비나가 같은 시간에 이란을 꺾으면서 조 2위로 결선 토너먼트에 진출하게 되었다.
무사는 FIFA 월드컵 한 경기에서 2골 이상 득점한 첫 나이지리아인이 되었다.
| 나이지리아   | 2 – 3  | 아르헨티나                |
| ------------ | ------ | ------------------------- |
| 무사 4′, 47′ | 리포트 | 3′, 45+1′ 메시 · 50′ 로호 |

| 나이지리아 | 아르헨티나 |

| GK          | 1  | 빈센트 에니에아마  |     |     |
| RB          | 5  | 에페 암브로스      |     |     |
| CB          | 2  | 조지프 요보 (주장) |     |     |
| CB          | 13 | 주본 오사니와      | 51′ |     |
| LB          | 22 | 케네스 오메루오    | 49′ |     |
| CM          | 17 | 오게니 오나지      |     |     |
| CM          | 10 | 존 오비 미켈       |     |     |
| RW          | 7  | 아흐메드 무사      |     |     |
| LW          | 18 | 마이클 바바툰데    |     | 66′ |
| SS          | 8  | 피터 오뎀윙기에    |     | 80′ |
| CF          | 9  | 이매뉴얼 에메니케  |     |     |
| 교체 선수:  |    |                    |     |     |
| FW          | 20 | 마이클 우체보      |     | 66′ |
| FW          | 19 | 우체 은워포        |     | 80′ |
| 교체 선수:  |    |                    |     |     |
| 스티븐 케시 |    |                    |     |     |

| GK                | 1  | 세르히오 로메로     |  |     |
| RB                | 4  | 파블로 사발레타     |  |     |
| CB                | 17 | 페데리코 페르난데스 |  |     |
| CB                | 2  | 에세키엘 가라이     |  |     |
| LB                | 16 | 마르코스 로호       |  |     |
| RM                | 5  | 페르난도 가고       |  |     |
| CM                | 14 | 하비에르 마스체라노 |  |     |
| LM                | 7  | 앙헬 디 마리아      |  |     |
| AM                | 10 | 리오넬 메시 (주장)  |  | 63′ |
| CF                | 9  | 곤살로 이과인       |  | 90′ |
| CF                | 20 | 세르히오 아궤로     |  | 38′ |
| 교체 선수:        |    |                     |  |     |
| FW                | 22 | 에세키엘 라베시     |  | 38′ |
| MF                | 19 | 리카르도 알바레스   |  | 63′ |
| MF                | 6  | 루카스 비글리아     |  | 90′ |
| 감독:             |    |                     |  |     |
| 알레한드로 사벨라 |    |                     |  |     |

| 최우수 선수: 리오넬 메시 (아르헨티나) 부심: 안드레아 스테파니 (이탈리아) 레나토 파베라니 (이탈리아) 대기심: 스베인 오드바르 모엔 (노르웨이) 후보 대기심: 심 헤겔룬 (노르웨이) |

### 보스니아 헤르체고비나 vs 이란

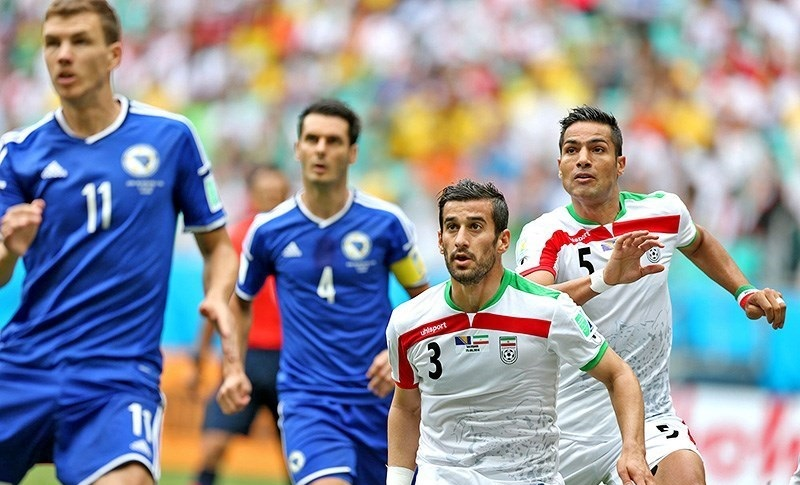
위치를 선정하는 양팀 선수들

양국은 5차례 친선전을 펼쳤고, 가장 최근 맞대결은 2009년에 치렀다.
이미 탈락이 확정된 보스니아 헤르체고비나는 에딘 제코가 미랄렘 퍄니치의 패스를 받고 왼발로 낮게 차 선제골 만들어 전반에 1-0으로 앞선 채 마쳤다. 퍄니치는 후반전에 티노-스벤 수시치의 패스를 받아 골키퍼 아래로 제쳐 점수차를 벌렸다. 이란은 나이지리아가 아르헨티나에게 질 경우 승리하면 결선 토너먼트 진출 기회를 잡을 수 있었는데, 레자 구차네자드가 자바드 네쿠남의 크로스를 받아 근거리에서 골을 넣어 점수차를 반으로 줄였다. 그러나, 보스니아 헤르체고비나는 세야드 살리호비치가 우측에서 제공한 패스를 아브디야 브르샤예비치가 오른발로 넣으면서 FIFA 월드컵 첫 승의 쐐기를 박음과 동시에 이란의 탈락을 확정지었고, 이란은 참가한 4번의 FIFA 월드컵 본선에서 모두 조별 리그에 탈락하게 되었다.
이란의 구차네자드가 골을 넣으면서, 2014년 FIFA 월드컵은 1998년 대회 이래 처음으로 모든 참가국이 최소한 한골은 넣은 대회가 되었다.
| 보스니아 헤르체고비나                    | 3 – 1  | 이란           |
| ---------------------------------------- | ------ | -------------- |
| 제코 23′ · 퍄니치 59′ · 브르샤예비치 83′ | 리포트 | 82′ 구차네자드 |

| B & H | 이란 |

| GK            | 1  | 아스미르 베고비치      |     |     |
| RB            | 2  | 아브디야 브르샤예비치  |     |     |
| CB            | 15 | 토니 슈니치            |     |     |
| CB            | 4  | 에미르 스파히치 (주장) |     |     |
| LB            | 5  | 세아드 콜라시나츠      |     |     |
| CM            | 8  | 미랄렘 퍄니치          |     |     |
| CM            | 7  | 무하메드 베시치        | 78′ |     |
| RW            | 21 | 아넬 하지치            |     | 61′ |
| LW            | 14 | 티노-스벤 수시치       |     | 79′ |
| CF            | 11 | 에딘 제코              |     | 85′ |
| CF            | 9  | 베다드 이비셰비치      |     |     |
| 교체 선수:    |    |                        |     |     |
| DF            | 6  | 오그녠 브라녜슈        |     | 61′ |
| MF            | 23 | 세야드 살리호비치      |     | 79′ |
| FW            | 19 | 에딘 비슈차            |     | 85′ |
| 감독:         |    |                        |     |     |
| 사페트 수시치 |    |                        |     |     |

|                   |    |                       |     |     |
|                   |    |                       |     |     |
| GK                | 12 | 알리레자 하기기       |     |     |
| RB                | 4  | 잘랄 호세이니         |     |     |
| CB                | 5  | 아미르 호세인 사데기  |     |     |
| CB                | 15 | 페즈만 몬타제리       |     |     |
| LB                | 23 | 메흐르다드 풀라디     |     |     |
| CM                | 6  | 자바드 네쿠남 (주장)  |     |     |
| CM                | 14 | 안드라니크 테이무리안 |     |     |
| RW                | 21 | 아슈칸 데자가         |     | 68′ |
| AM                | 7  | 마수드 쇼자에이       |     | 46′ |
| LW                | 3  | 에흐산 하지사피       |     | 63′ |
| CF                | 16 | 레자 구차네자드       |     |     |
| 교체 선수:        |    |                       |     |     |
| MF                | 2  | 호스로 헤이다리       |     | 46′ |
| FW                | 9  | 알리레자 자한바흐슈   |     | 63′ |
| FW                | 10 | 카림 안사리파르드     | 88′ | 68′ |
| 감독:             |    |                       |     |     |
| 카를루스 케이로스 |    |                       |     |     |

| 최우수 선수: 에딘 제코 (보스니아 헤르체고비나) 부심: 후안 카를로스 유스테 히메네스 (스페인) 로베르토 알론소 페르난데스 (스페인) 대기심: 엔리케 오세스 (칠레) 후보 대기심: 카를로스 아스트로사 (칠레) |

## 같이 보기
- 아르헨티나의 FIFA 월드컵 성적